# Puerto Aisén

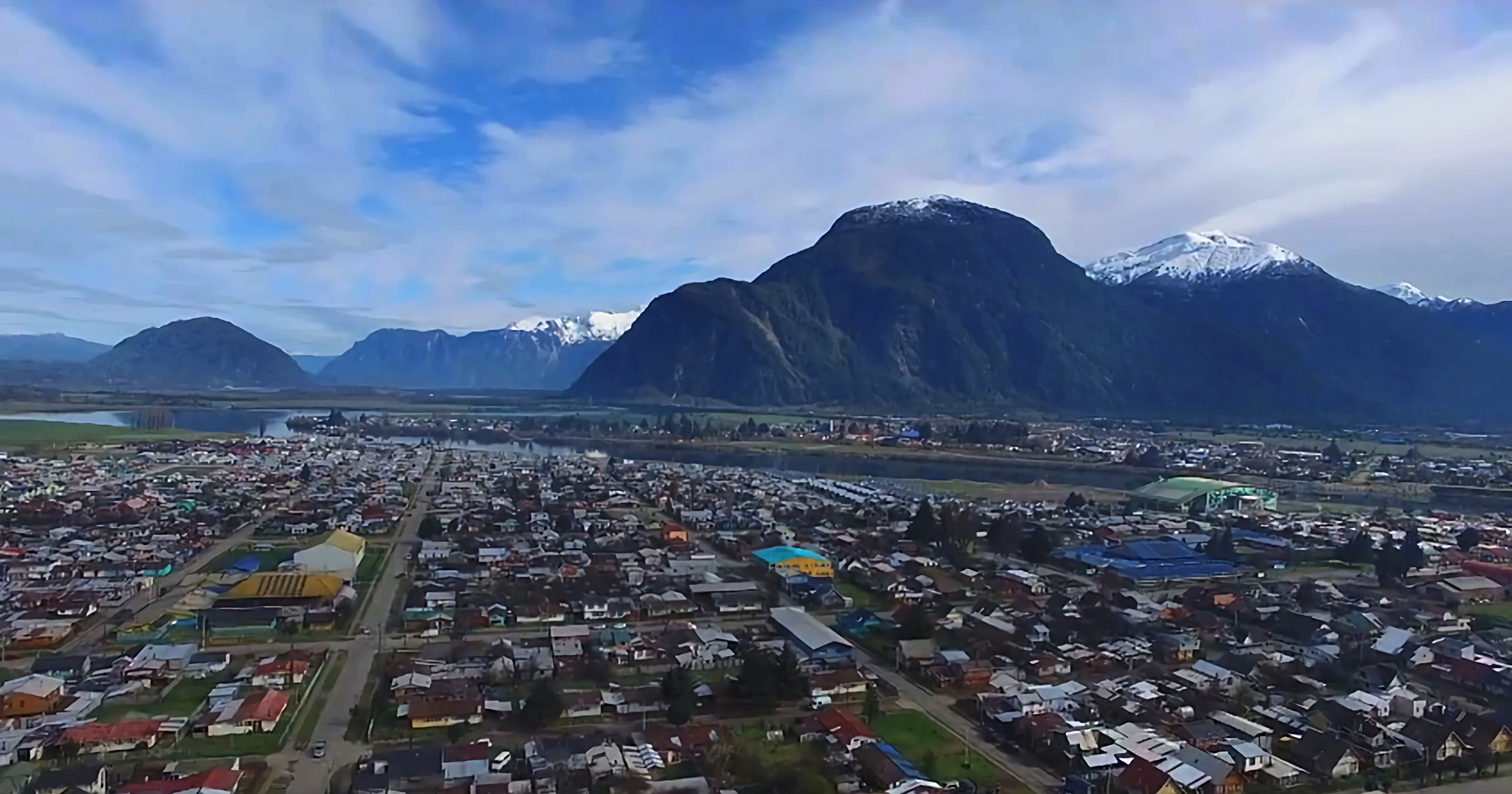

Puerto Aisén (ou Puerto Aysén) é uma cidade chilena, localizada na Região de Aisén. É capital da comuna de Aisén e da província de Aisén. Localiza-se às margens do rio Aisén, 3 km no interior do fiorde de Aisén. Tem uma população de aproximadamente 16.936 habitantes.

## História
As primeiras notícias de colonos estabelecidos no entorno de Puerto Aisén datam de meados do século XIX. Eram proveniente principalmente de Chiloé, da Alemania e da Argentina que se dedicavam a pesca, pecuária e a extração do cipreste. No começo do século XX, o Estado do Chile estabeleceu uma série de concessões de terras na Patagônia chilena, que determinaríam a forma com que iria ser povoado este território. A primeira delas foi cedida em 1903 à recém organizada Sociedad Industrial de Aisén (SIA). Em virtude dela, a SIA se comprometeria, entre outras coisas, a radicar no entorno 100 famílias saxônicas e estabelecer a navegação regular entre Aisén e Puerto Montt. Com o objetivo de escoar sua produção ao Oceano Pacífico, a SIA construiu na costa armazéns para a recepção e despacho de mercadorias. Assim nasceu Puerto Aisén no ano de 1913. O porto desenvolvia-se a partir do píer instalado margem ocidental do istmo.
Em 1920 Puerto Aisén já contava com uma população de 228 pessoas sendo o assentamento humano mais importante da região. Em função disso em dezembro de 1927, quando o governo de Carlos Ibáñez del Campo reorganizou a administração nacional, Puerto Aisén passou a ser a capital do território de mesmo nome. O porto da SIA adquiriu o status oficial de cidade em 28 de janeiro de 1928. Como capital e ponto de entrada da Patagônia chilena, a cidade gozou de grande fama e forte atividade comercial, centrada na produção madereira e no comércio de lã e demais derivados da atividade pecuária. Barcos de até 500 toneladas chegavam até o porto e conectavam os habitantes do interior com Puerto Montt e Punta Arenas. Em 1968, foi inaugurada a Ponte Presidente Ibáñez, uma das maiores do país, que cruza o rio Aisén e que é atualmente Monumento Nacional. A bonança do porto prolongou-se até a década de 60, quando o assoreamento do rio Aisén, produto dos sedimentos arrastrados desde seu trecho superior, impediu a chegada até o cais de embarcações de maior calado. O porto foi transferido então a sua atual localização em Puerto Chacabuco. 

## Economia
A designação de Coyhaique como capital regional em 1976 acentuou a decadência econômica da cidade, que veio a recuperar-se somente no final dos anos 80, quando a chegada de industrias salmoneras deram um novo impulso à economia local.
Atualmente, a economia da cidade baseia-se no turismo (especialmente para a Laguna San Rafael) e a industria pesqueira, especialmente de salmões. A perspectiva de emprego na industria pesqueira tem provocado forte imigração, o que tem levado nas última década a um aumento da população de Puerto Aisén. Esta situação, se agravou com os terremotos que tem afetado toda a zona do fiorde de Aisén desde janeiro de 2007.

## Atrativos e Entorno
- Portos Fluviais: Chamam-se Aguas Muertas e Los Palos, e são muito pitorescos.
- Puerto Chacabuco
- Parque Nacional Río Simpson: O caminho a Coihaique margeia o rio de onde se inicia o parque de mesmo nome. Possui sala de exposição que ilustra sua riqueza botânica.